# クロルマジノン
クロルマジノン(英: chlormadinone)とはプロゲステロンの一つ。

## 効能
酢酸塩（酢酸クロルマジノン）として、前立腺肥大症や前立腺がんに用いられる。

## 副作用
インポテンツ、消化器系障害、肝臓・胆管系障害が生じることがある。まれに鬱血性心不全、血栓症、劇症肝炎が起きる場合がある。重篤な肝障害・肝疾患があり代謝能が低下している患者に対しては、肝臓への負担が増大するため禁忌となっている。

## 販売名
先発薬はあすか製薬製造、武田薬品工業より販売される「プロスタール錠」。後発医薬品では「アプタコール錠」、「クロキナン錠」、「プラクサン錠」などがある。